# Maria Magunazelaia
Maria Magunazelaia Loroño (Ermua, Vizcaya, 18 de agosto de 1904 - Arganda del Rey, 18 de septiembre de 2000) fue una ciclista y pionera del deporte femenino española.

## Biografía

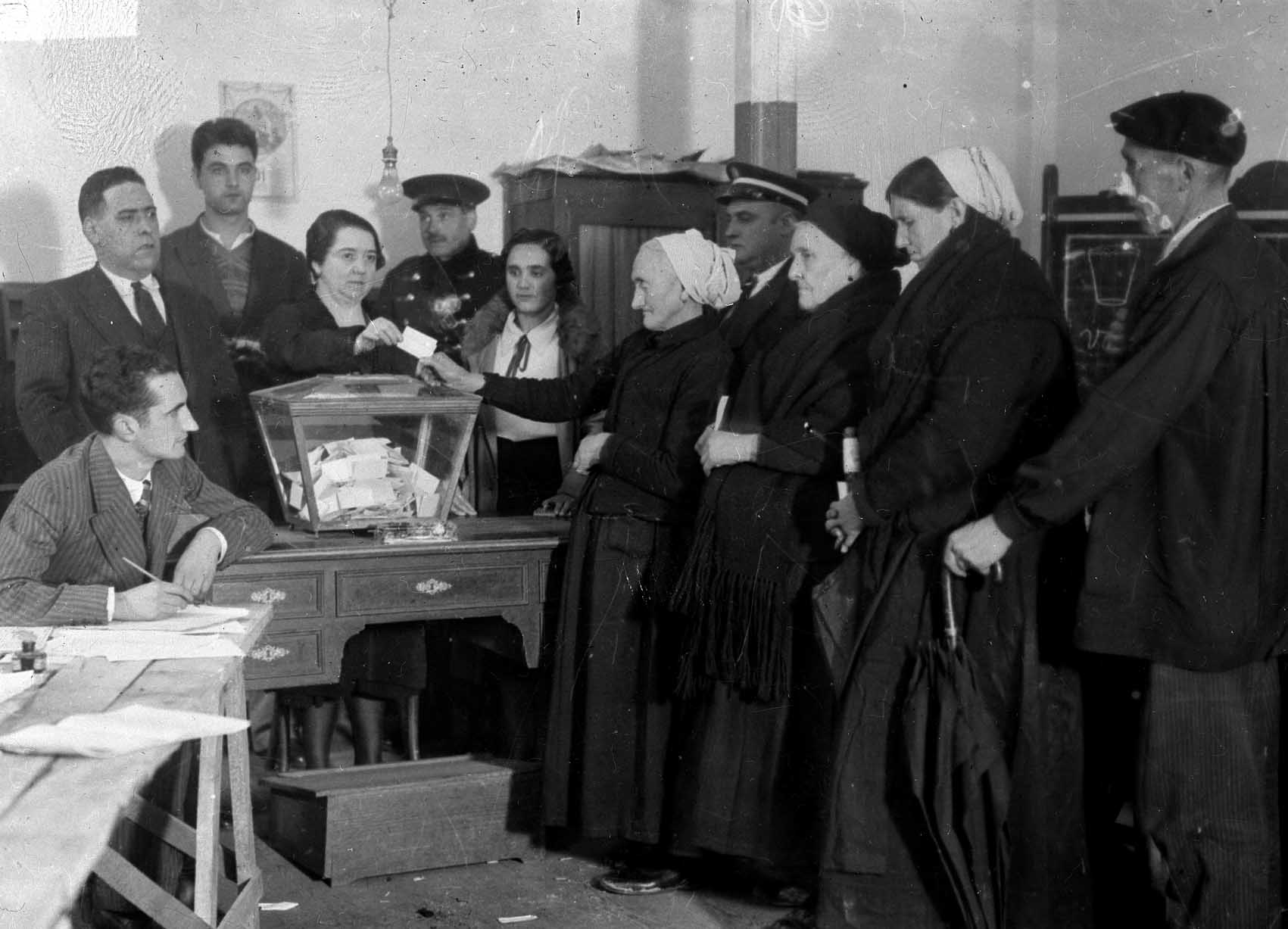
Referéndum sobre el Estatuto vasco-navarro del 5 de noviembre de 1933 en Éibar. Fue la primera ocasión en que votaron las mujeres durante la Segunda República Española. Testigo de la votación, María Magunacelaya, en medio con la camisa blanca.

Nació en el barrio Sallabente de Ermua. Su padre, Juan Domingo Magunazelaia Magunazelaia, originario de Ibarruri (posteriormente barrio de Múgica), fue a Ermua a trabajar y puso allí un tallercito de tornilleria. Al padre le llamaban Maoma, sobrenombre derivado de la contracción de su apellido y a sus hijos e hija les conocerían por ese mismo apelativo. Su madre, Josefa Loroño Iturrioz, era oriunda de Morga, también en Vizcaya.
La pareja tuvo cinco hijos, si bien dos de ellos fallecieron siendo niños; María fue la mayor de todos ellos y la única chica. Juan era aficionado a las peleas de carneros y andaba de pueblo en pueblo haciendo apuestas y organizando desafíos. Tenía un Sidecar; él conducía la moto y a su lado, en el carrito, ponía el carnero, de copiloto. Murió a consecuencia de un accidente de moto, en julio de 1914. Josefa, viuda, marchó entonces a Eibar con sus tres hijos, todavía pequeños. María desde joven empezó a trabajar en la fábrica alemana Thieme-Edeler del barrio Matsaria de Eibar, haciendo cartuchos.
Casada con el corredor eibarrés Ángel Marcano, la pareja tuvo un único hijo, Roberto, nacido en Eibar el año 1928 y que a consecuencia de la Guerra Civil de 1936 fue exiliado a Rusia como niño de la guerra.
A su marido, tras estar preso en la cárcel de Santoña, lo fusilaron en Santander en marzo de 1938; después se uniría al también viudo Miguel Fernández. Las dos hijas de éste serían unas verdaderas hermana para su hijo Roberto. Este, tras pasar en Rusia casi 20, volvió a Eibar y desde allí fue a Madrid a desarrollar su profesión de dibujante. Su madre se le unió al de unos años y viviría allí con la familia del hijo; en Madrid participó también en proyectos de voluntariado, colaborando con varios colectivos. María o Mariana Magunazelaia Loroño falleció en la ciudad Arganda del Rey de Madrid en septiembre del año 2000, cuando contaba con 95 años.

## Trayectoria deportiva
Empezó haciendo deporte desde joven y compaginó sus dos aficiones: la montaña y el ciclismo. Entre los años 1925 y 1930 años andaba en la bicicleta marca GAC de su hermano. En aquella época en que pocas mujeres andaban sobre dos ruedas, tuvo que escuchar muchos insultos. Participó en varias carreras ciclistas organizadas en Guipúzcoa y en Vizcaya e incluso ganó algunas de ellas. algunos de esos ganar también. La que más relevancia le dio fue la que disputó en Elorrio en 1929, siendo ya madre, consiguiendo la txapela, el primer premio del Campeonato de Vizcaya tras atravesar la meta por delante de todos los hombres participantes. Como premio, le entregaron un trofeo y un anillo de oro que guardaría siempre. Su hermano Eusebio Magunazelaia también tuvo relación con el mundo de ciclismo y más tarde, al comienzo de la calle Isasi de Eibar Isasi abriría un taller de reparación bicicletas. 
Miembro del Club Deportivo de Eibar y parte activa de su directiva, en los libros de actas del año 1934 figura como vocal de dicha directiva junto a la montañera Luciana Larreategi.